# Gustav Bluth

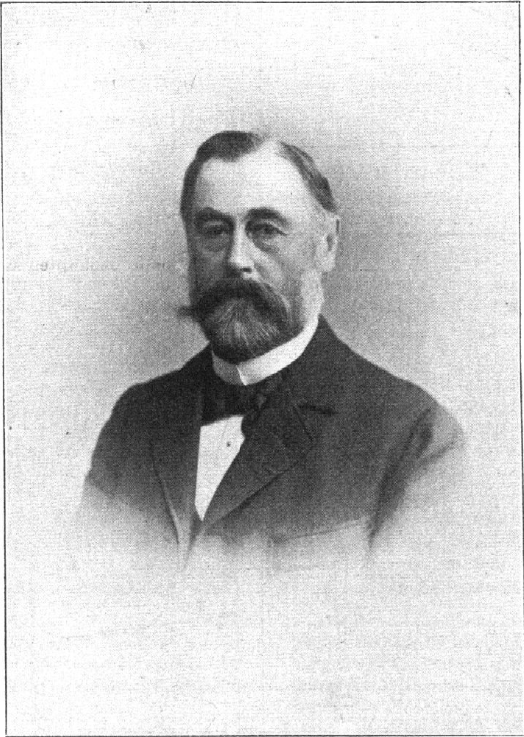
Gustav Bluth

Gustav Bluth (* 12. Mai 1828 in Petznick, Kreis Pyritz, Provinz Pommern; † 23. November 1901 in Berlin; vollständiger Name: Karl Rudolf Gustav Bluth) war ein deutscher Architekt, preußischer Baubeamter und Denkmalpfleger, der insbesondere als Provinzialkonservator für die Provinz Brandenburg wirkte.

## Leben
Gustav Bluth war der Sohn eines Pfarrers, besuchte das Gymnasium in Stargard, machte eine Ausbildung im Baufach und bestand 1847 die Feldmesser-Prüfung. Bis 1849 arbeitete er bei der Bezirksregierung Frankfurt (Oder). Nach einem weiteren praktischen Jahr in Königsberg (Neumark) studierte er an der Berliner Bauakademie. Ab 1852 war er als Bauführer (Referendar in der öffentlichen Bauverwaltung) bei größeren Wegebauten und beim Erweiterungsbau des Bahnhofs Dortmund beschäftigt. Zurückgekehrt nach Berlin, bestand er 1858 das zweite Staatsexamen. Anschließend war er als Baumeister (Assessor im öffentlichen Bauwesen) bei den Hafenbauten in Wilhelmshaven und der Eisenbahnstrecke von Oldenburg nach Heppens tätig. 1867 wurde er zum Kreisbaumeister ernannt und war zuerst in Neuruppin und dann in Stralsund tätig. Von 1874 bis 1876 arbeitete er im Rang eines Regierungs- und Baurats in Potsdam. 1876 wurde er Landesbaudirektor in der Provinzialverwaltung der preußischen Provinz Brandenburg. 1880/1881 war er Vorstandsmitglied des Architekten-Vereins zu Berlin. 1885 leistete er maßgebliche Mitarbeit am von Rudolf Bergau herausgegebenen Denkmalinventar der Provinz Brandenburg. 1892 wurde er zum ersten besoldeten Provinzialkonservator der Provinz Brandenburg berufen. Er widmete sich zunächst der Arbeit an dem Leitfaden für die in den Regionen tätigen Denkmalpfleger, der Anleitung für die Pflege und Erhaltung der Denkmäler in der Provinz Brandenburg, die 1896 erschien. In seinem Amt kümmerte er sich intensiv um Erhalt und Wiederherstellung zahlreicher Baudenkmäler. Einen Einblick in das auf denkmalpflegerischem Gebiet Geleistete gaben seine seit 1897 veröffentlichten Jahresberichte. Nach seinem Tod setzten Georg Büttner, Theodor Goecke und Erich Blunck die von ihm begonnene Arbeit fort.

## Werk

### Bauprojekte als Architekt
- 1886–1888: Landeshaus der Provinz Brandenburg in Berlin, Friedrichsvorstadt, Matthäikirchstraße 20/21 (Ausführung des preisgekrönten Wettbewerbsentwurfs von Hermann Ende und Wilhelm Böckmann; nicht erhalten)[2]
- 1893–1897: Landes-Heil- und Pflegeanstalt der Provinz Brandenburg in Neuruppin (unter Beteiligung von Franz Peveling und Theodor Goecke; heute Teil der Ruppiner Kliniken)

### Restaurierungsprojekte als Provinzialkonservator
- Kurfürstendenkmal in Rathenow
- Malerei in der Dorfkirche Niederwerbig
- Tore und Stadtbefestigungen in Bernau bei Berlin, Königsberg, Schwedt und Gransee
- Klosterkirche in Zinna
- Wandmalereien in der Dorfkirche Dahlem
- Wandmalereien ion der Kirche in Quartschen
- Promnitzkapelle in Sorau
- Nikolaikirche in Brandenburg
- Franziskaner-Klosterkirche in Angermünde
- Altes Rathaus in Frankfurt (Oder)
- Dorfkirche Großbeeren
- Dorfkirche Hohenfinow
- St.-Marien-Kirche in Templin
- Holzkirche in Burschen (Boryszyn)
- Hospitalkapelle St. Georg in Eberswalde
- Berliner Tor in Potsdam
- St.-Johannis-Kirche in Luckenwalde

## Ehrungen
- 1891: (königlich preußischer) Ehrentitel Geheimer Baurat[3]
- 1893: königlich preußischer Kronen-Orden III. Klasse[4]